# Buková (okres Plzeň-jih)
Buková je obec v okrese Plzeň-jih v Plzeňském kraji. Žije zde 248 obyvatel.

## Historie
První písemná zmínka o vesnici pochází z roku 1115, kdy byla darována knížetem Vladislavem I. kladrubskému klášteru. Vesnici vlastnily rody Lažanských z Bukové, Buchvalů z Hrádku, Chřínovců, Šlovických ze Šlovic a Říčanských.

## Obyvatelstvo
| Rok            | 1869 | 1880 | 1890 | 1900 | 1910 | 1921 | 1930 | 1950 | 1961 | 1970 | 1980 | 1991 | 2001 | 2011 | 2021 |
| -------------- | ---- | ---- | ---- | ---- | ---- | ---- | ---- | ---- | ---- | ---- | ---- | ---- | ---- | ---- | ---- |
| Počet obyvatel | 467  | 454  | 486  | 536  | 588  | 616  | 537  | 373  | 363  | 307  | 259  | 231  | 197  | 231  | 255  |
| Počet domů     | 60   | 66   | 65   | 67   | 79   | 83   | 100  | 109  | 102  | 94   | 84   | 104  | 104  | 109  | 121  |

## Obecní správa
Mezi lety 1850–1960 byla Buková obcí v okrese Přeštice (1850–1930), posléze v okrese Stod (1950) a později v okrese Plzeň-jih. V letech 1960–1971 patřila jako část obce k Merklínu a od 26. listopadu 1971 je opět samostatnou obcí, kdy se konaly obecní volby.

### Obecní symboly
Znak a vlajka byly obci uděleny rozhodnutím předsedy Poslanecké sněmovny Parlamentu České republiky dne 11. května 2006.

## Pamětihodnosti
- Kostel svatého Jiří
- Kacerenský dub – přibližně 400 let starý dub letní
- V pozdní době halštatské stávalo na vrcholu Srnčího vrchu východně od vesnice hradiště Buková. V patnáctém století byl nejspíše během Česko-uherské války vrchol kopce využíván jako strážiště.[8]

## Galerie

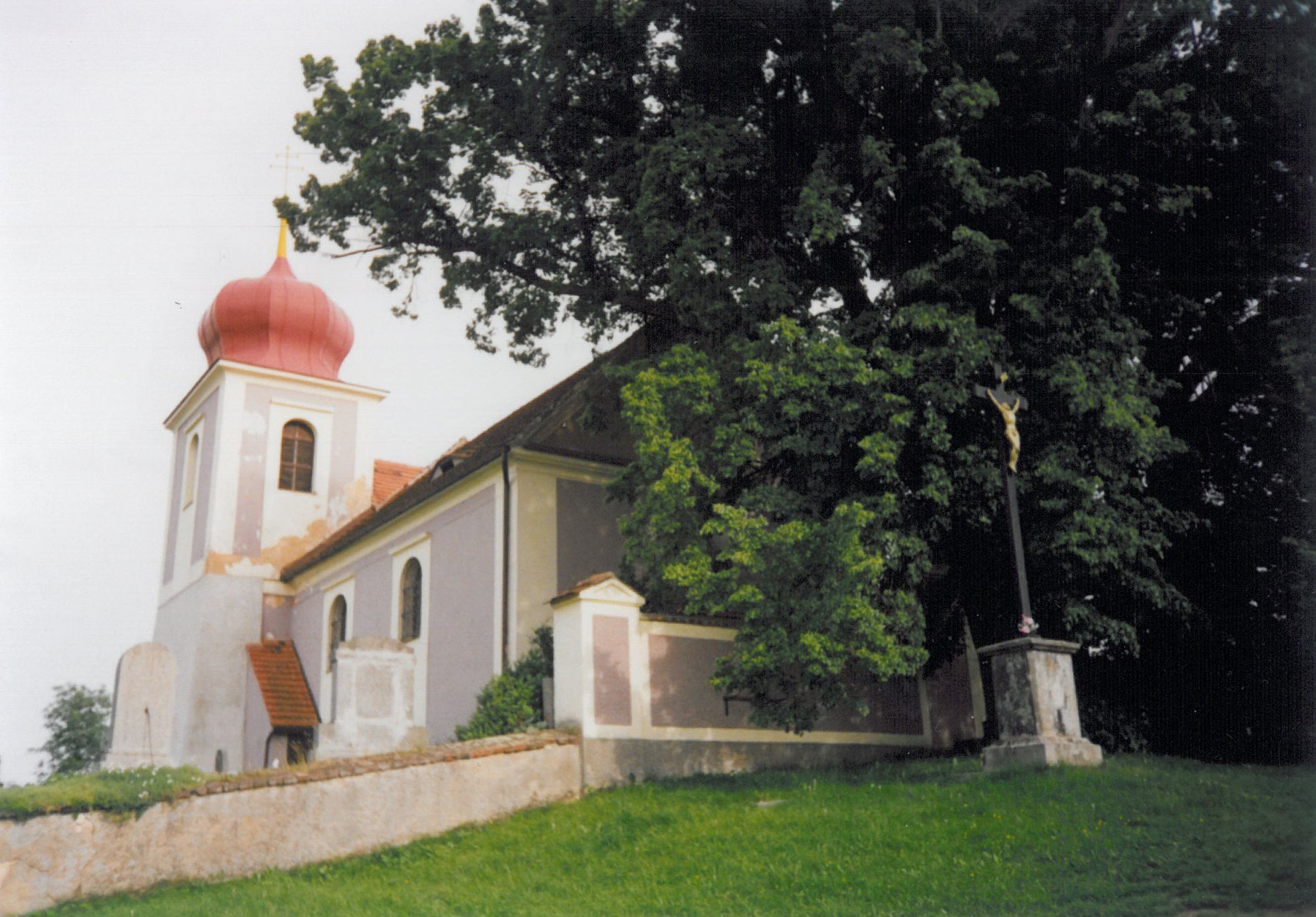
Kostel svatého Jiří
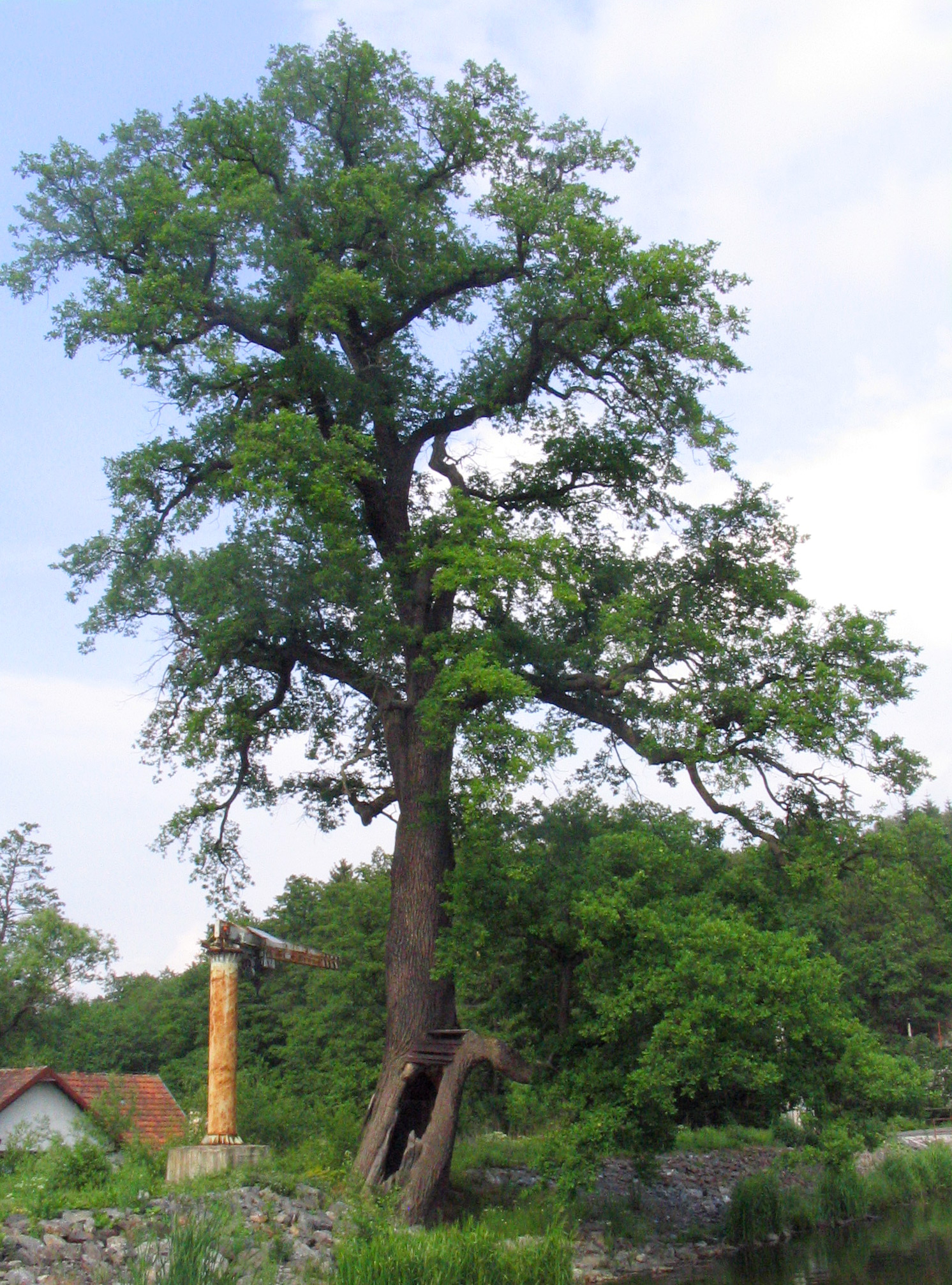
Kacerenský dub
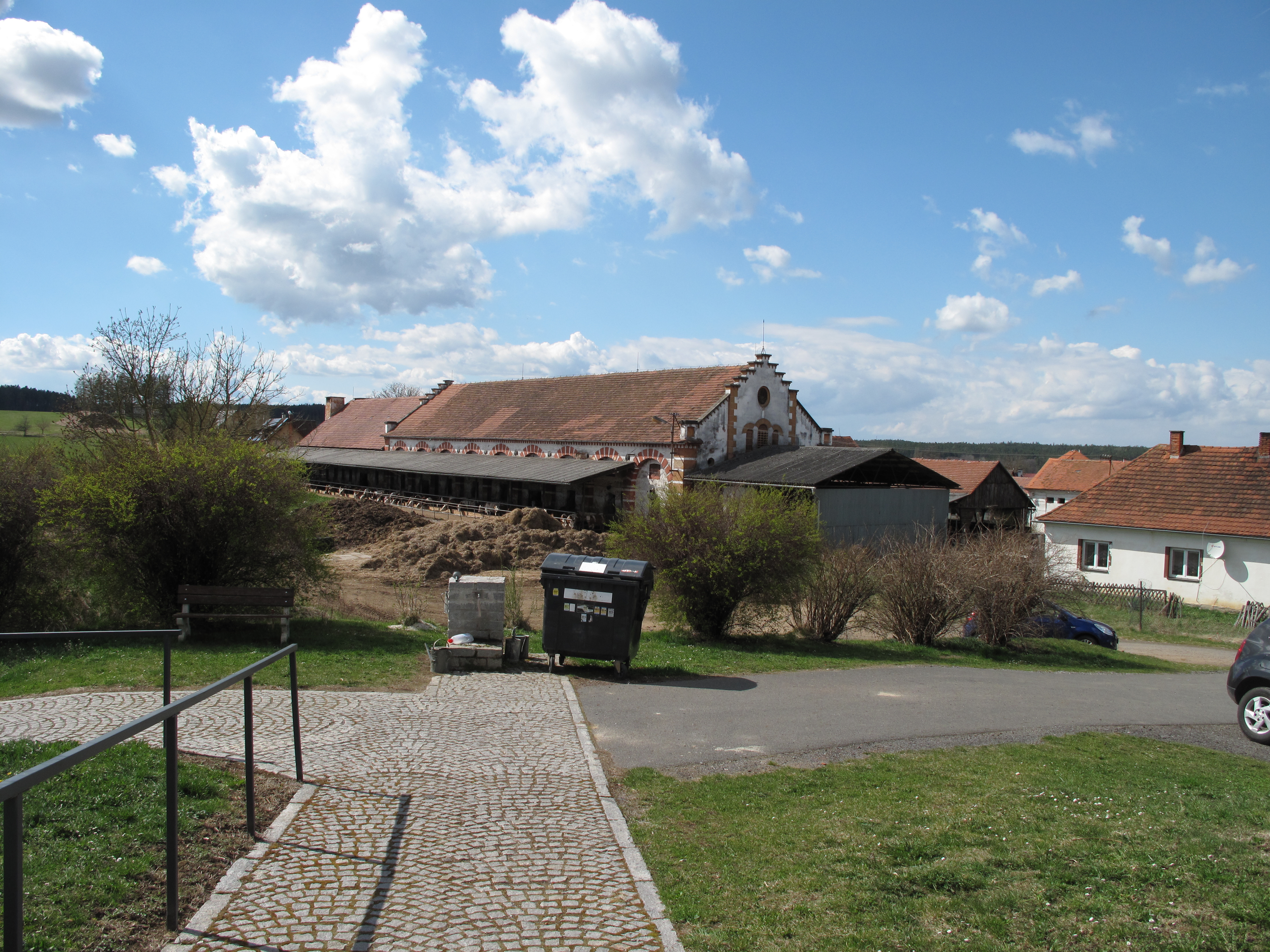
Statek
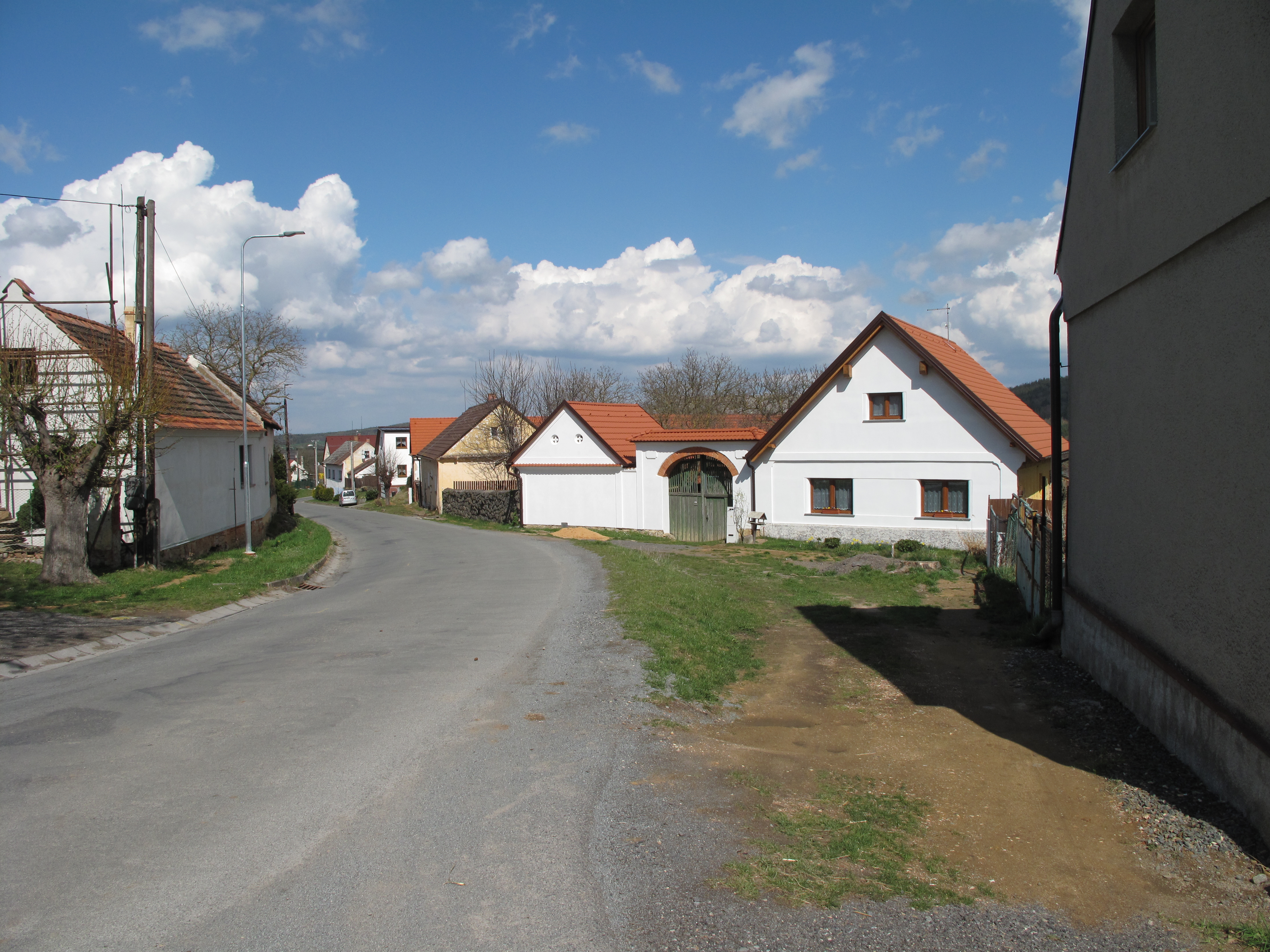
Domy